# Megarische School

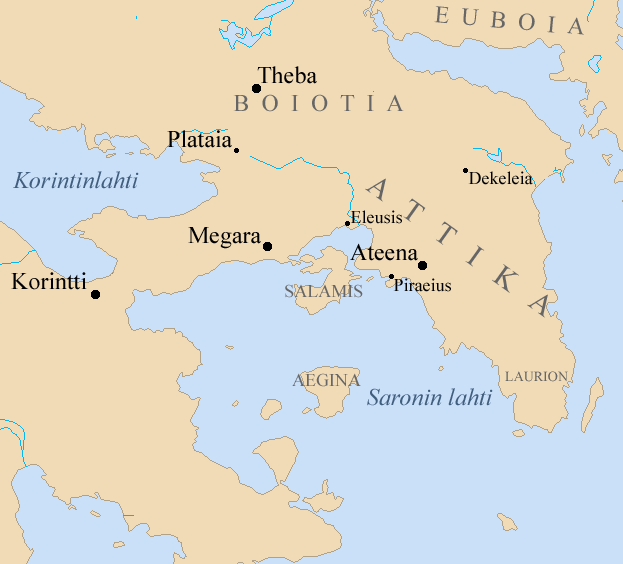
Megara in Attica, dat even ver lag van Athene, Thebe en Korinthië.

De Megarische School werd gesticht door de filosoof Euclides van Megara, een leerling van Socrates. De school kwam tot bloei in de vierde eeuw v.Chr. De ethische leer ervan ging terug op die van Socrates, en veronderstelde een enkele vorm van het Goede, dat kennelijk werd gecombineerd met de Eleatische doctrine van Eenheid. Sommige opvolgers van Euclides ontwikkelden de logica zover door, dat zij een aparte school gingen vormen, namelijk de Dialectische. Hun werk over modale logica, logische implicatie en propositielogica waren belangrijk voor de ontwikkeling van de logica in de oudheid.

## Geschiedenis
De Megarische School werd gesticht door Euclides van Megara, die een leerling was geweest van Socrates in de late vijfde eeuw v.Chr. De schoolhoofden die hem opvolgden, zouden Ichthyas (midden vierde eeuw v.Chr.) en Stilpo (late vierde eeuw v.Chr.) zijn geweest. Het is echter onwaarschijnlijk dat de Megarische school een echte instelling was, en hij had ook geen duidelijk afgebakende positie in het filosofische spectrum. Volgens de overlevering werden de filosofen van de school 'Megariërs', later 'Eristici' en tot slot 'Dialectici' genoemd. Het is echter waarschijnlijk dat deze namen duidden op splintergroeperingen. Naast Ichthyas waren Euclides' belangrijkste leerlingen Eubulides van Milete en Clinomachus van Thurii. Het was vermoedelijk onder Clinomachus dat een afzonderlijke Dialectische school werd gesticht. Die naam werd bedacht door Dionysius van Chalcedon, die daarmee nadruk legde op logica en dialectica. Clinomachus zou de eerste zijn geweest die schreef over proposities en predicatenlogica. Euclides onderwees zelf echter ook in logica, en zijn leerling Eubulides, beroemd om zijn gebruik van paradoxen, was de leraar van meerdere latere dialectici.
De Megarische School zou via Stilpo de Eretrische school beïnvloed hebben onder Menedemus en Asclepiades van Phlius, maar de grootste invloed had ze op het stoïcisme. Zeno van Citium, de stichter van de stoïsche school, zou in de leer zijn gegaan bij Stilpo en Doidorus Cronus, en hebben gedebateerd met Philo de Dialecticus. Mogelijk waren het de dialectici Diodorus en Philo die de grootste invloed uitoefenden op de stoïsche logica, en dat Zeno bij Stilpo vooral ethiek gestudeerd heeft, hoewel ook van Stilpo gezegd wordt dat hij uitblonk in het bedenken van argumenten en sofisterijen.

## Filosofie
Hoewel Euclides een leerling is geweest van Socrates, beschouwden klassieke historici hem als een erfgenaam van de Eleaten. Vandaar dat zijn filosofie werd gezien als een mengeling van Eleatische en socratische denkbeelden. Zodoende werd het Eleatische idee van 'het Ene' geïdentificeerd met het socratische idee van 'het Goede', en het tegenovergestelde van het Goede werd door Euclides gezien als niet-bestaande. De nadruk in zijn filosofie ligt echter niet op het 'zijn', maar op het 'goede', en het idee dat het tegenovergestelde van het goede niet bestaat komt voort uit de overtuiging dat het Goede Een is. Dit thema is typisch socratisch. Belangrijk is het moreel goede en de wil van de persoon om daarnaar te streven.  Stilpo zou de Eleatische tendensen hebben voortgezet, door een strikt monisme aan te nemen en alle verandering en beweging te ontkennen. Hij verwierp tevens Plato's vormenleer. Qua ethiek leerde Stilpo vrijheid, zelfcontrole en zelfgenoegzaamheid, waarmee hij dicht bij de cynici stond, een andere socratische school.
Naast het bestuderen van logische puzzels en paradoxen zorgden de dialectici voor twee belangrijke logische vernieuwingen, door de modale logica goed te onderzoeken en door een discussie te beginnen over de aard van conditionele uitspraken. Dit was het werk van Diodorus Cronus en Philo de Dialecticus, de enige twee dialectici waarvan specifieke informatie is overgeleverd. Door hun vooruitgang in de propositionele logica speelde de dialectische school een belangrijke rol in de ontwikkeling van de logica, die direct voorafgaat aan de stoïsche logica.